# Finn Laudrup
Finn Laudrup (Frederiksberg, 31 luglio 1945) è un ex calciatore danese, di ruolo attaccante.

## Biografia
Padre di Michael e Brian Laudrup, ha giocato per diversi club danesi sino ad espatriare in Austria per indossare la maglia del Wiener Sport-Club nel 1968. Ha giocato 19 partite nella Nazionale danese, mettendo a segno 6 gol.